# حبيل الشاقة (السبرة)

تعديل مصدري - تعديل

حبيل الشاقة محلة تابعة لقرية التربة، التابعة لعزلة التربة بمديرية السبرة إحدى مديريات محافظة إب في الجمهورية اليمنية.، بلغ تعداد سكانها 34 حسب تعداد اليمن لعام 2004.